# Moscow Dragons 2022
Questa voce raccoglie le informazioni riguardanti i Moscow Dragons nelle competizioni ufficiali della stagione 2022.

## Roster
| Roster dei Moscow Dragons (2022) |
| --- |
| Quarterback - Michail Potylicin - Filipp Skurlatov Running Back - Denis Aksenov - Nikolaj Duškov - Aleksandr Oplatčikov - Oleg Saruchanov Wide Receiver - Muchtar Bagomedov - Pavel Bujanov - Aleksandr Gapeev - Dmitrij Dubovickij - Sergej Zimin - Vladislav Lachmaturin - Grigorij Makalkin - Valerij Popov Tight End - Sergo Cirekidze Offensive Linemen - Il'ja Alekseev OT - Bogdan Zozulja C - Sergej Ovanesov OT - 59 Vladislav Dikij OT Defensive Linemen - Pëtr Ageev DE - Maksim Bessolicyn DE - Ruslan Minaev EDGE - Kirill Fateev DT Linebacker - Dmitrij Ryžkov - Michail Ševelev - 21 Nikolaj Vand Defensive Back - Ligdėn Amar FS - Pavel Griščenko CB - Liang Shuang CB - Daniil Martynenko CB - Ivan Melichov S - Grigorij Stukalov FS - Stepan Stukalov CB - Anton Firstov CB - Aleksandr Golinej FS Special Team |

## EESL Pervaja Liga 2022

### Stagione regolare
| Zelenograd 9 maggio 2022, ore 13:00 1ª giornata | Moscow Dragons | 10 – 30 (0-8 10-8 0-6 0-8) referto | Petrozavodsk Karelian Gunners | Stadio del Rugby\| Arbitro: \| Smirnov \| |
| Arbitro:                                        | Smirnov        |                                    |                               |                                           |

| Vologda 22 maggio 2022, ore 14:00 2ª giornata | Vologda Vikings | 14 – 19 (7-6 0-0 0-10 7-3) referto | Moscow Dragons | Stadion MAU SŠOR\| Arbitro: \| D. Zacharov \| |
| Arbitro:                                      | D. Zacharov     |                                    |                |                                               |

| Zelenograd 18 giugno 2022, ore 16:00 4ª giornata | Moscow Dragons | 3 – 33 (0-6 3-12 0-6 0-7) referto | Vologda Vikings | Stadio del Rugby\| Arbitro: \| Aralov \| |
| Arbitro:                                         | Aralov         |                                   |                 |                                          |

| Petrozavodsk 3 luglio 2022, ore 13:00 5ª giornata | Petrozavodsk Karelian Gunners | 34 – 10 (6-0 14-0 0-7 14-3) referto | Moscow Dragons | Stadion Spartak\| Arbitro: \| D. Zacharov \| |
| Arbitro:                                          | D. Zacharov                   |                                     |                |                                              |

## EESL Osennjaja Liga 2022

### Playoff
| Penza 11 settembre 2022, ore 14:00 Semifinale | Penza Phoenixes | 40 – 14 referto | Moscow Dragons | Stadion Pervomajskij |

| Korolëv 9 ottobre 2022, ore 13:00 Finale 3º - 4º posto | Moscow Dragons | 38 – 14 | Podolsk Vityaz | Stadion Čajka |

## Statistiche di squadra
| Competizione           | %Vittorie | In casa | In casa | In casa | In casa | In casa | In casa | In trasferta | In trasferta | In trasferta | In trasferta | In trasferta | In trasferta | Totale | Totale | Totale | Totale | Totale | Totale |
| Competizione           | %Vittorie | G       | V       | N       | P       | Pf      | Ps      | G            | V            | N            | P            | Pf           | Ps           | G      | V      | N      | P      | Pf     | Ps     |
| ---------------------- | --------- | ------- | ------- | ------- | ------- | ------- | ------- | ------------ | ------------ | ------------ | ------------ | ------------ | ------------ | ------ | ------ | ------ | ------ | ------ | ------ |
| PL - Stagione regolare | .250      | 2       | 0       | 0       | 2       | 13      | 63      | 2            | 1            | 0            | 1            | 29           | 48           | 4      | 1      | 0      | 3      | 42     | 111    |
| OL - Playoff           | .500      | 1       | 1       | 0       | 0       | 38      | 14      | 1            | 0            | 0            | 1            | 14           | 40           | 2      | 1      | 0      | 1      | 52     | 54     |
| Totale                 | .333      | 3       | 1       | 0       | 2       | 51      | 77      | 3            | 1            | 0            | 2            | 43           | 88           | 6      | 2      | 0      | 4      | 94     | 165    |

## Statistiche personali

### Marcatori
Mancano i dati della Osennjaja Liga.
| Giocatore  | Ruolo | TD rush | TD recv | TD int | TD p.ret | TD k.ret | TD oth | Xp1 | Xp2 | FG | Saf | Totale |
| ---------- | ----- | ------- | ------- | ------ | -------- | -------- | ------ | --- | --- | -- | --- | ------ |
| Griščenko  |       | 0       | 0       | 0      | 0        | 0        | 0      | 3   | 0   | 5  | 0   | 18     |
| Duškov     |       | 2       | 0       | 0      | 0        | 0        | 0      | 0   | 0   | 0  | 0   | 12     |
| Dubovickij |       | 1       | 0       | 0      | 0        | 0        | 0      | 0   | 0   | 0  | 0   | 6      |
| Zimin      |       | 0       | 0       | 0      | 0        | 0        | 1      | 0   | 0   | 0  | 0   | 6      |